# Zvuk slobode (2023.)
Zvuk slobode (eng. Sound of Freedom), američki je akcijsko-povijesno-biografski triler redatelja Alejandra Monteverdea. Glavne uloge tumače Jim Caviezel, Mira Sorvino i Bill Camp. Film govori o istinitoj životnoj priči Timothyja Ballarda, koji je dao otkaz u američkome Ministarstvu domovinske sigurnosti kako bi pomogao spasiti živote djece žrtava trgovine ljudima. U filmu, bivši vladin agent kreće u misiju spašavanja djece od trgovaca ljudima u Kolumbiji. Producent je Eduardo Verástegui, koji također igra ulogu u filmu.
Uzevši u obzir zaradu na kinoblagajnama i tržišni uspjeh, film je među najuspješnijim nezavisnim filmovima u povijesti.

## Radnja
U Tegucigalpi u Hondurasu, Robertu, siromašnomu ocu dvoje djece, prilazi bivša „kraljica ljepote”, Gisselle, nudeći njegovoj maloljetnoj djeci, Miguelu i Rocío, potpisivanje ugovora za manekenstvo. On prihvaća i vodi ih na snimanje. Međutim, kada se vrati po svoju djecu, njih više nema. Otkriva se da su djeca prodana kako bi bila korištena kao seksualno roblje.
U Calexicu u Kaliforniji, Tim Ballard je specijalni agent za istrage domovinske sigurnosti (HSI), gdje uhićuje ljude koji posjeduju i raspačuju dječju pornografiju. Mučan posao uzima veliki danak u njegovom osobnom životu, a to se samo pogoršava kada drugi agent, Chris, ističe da su uhitili mnogo pedofila, ali nisu uspjeli spasiti niti jedno dijete od iskorištavanja. Tim zna da je to zato što je većina njih izvan SAD-a, ali Chrisove riječi djeluju na njega. Razgovara s pedofilom kojega je uhitio, Ernstom Oshinskyjem, pretvarajući se da je pedofil. Nakon što stekne povjerenje Oshinskog, dogovara sastanak s djetetom, koje je žrtva i uspijeva uhititi Earla Buchanana, čovjeka koji je kupio dječaka.
Tim spašava dječaka koji se zove Miguel. Sprijatelji se s njime i traži informacije koje bi mu pomogle pronaći drugu djecu. Doznaje da je Miguelova sestra Rocío još uvijek nestala, a dječak ga zamoli da je spasi. Tim dogovara da se Miguel vrati kući, ali ne prije nego što Miguel da Timu ogrlicu sv. Timoteja svoje sestre. Tim počinje tražiti Rocío, a potraga ga vodi do Cartagene u Kolumbiji. Susreće se s bivšim računovođom kartela, Vampirom, koji sada radi na spašavanju djece od seksualne trgovine.
Nakon što je pročitao o dječjem seks–klubu u Tajlandu koji je zatvoren, Tim odlučuje da je ovo savršen paravan za spašavanje velikog broja djece. Vampiro angažira kolumbijskog policajca Jorgea i bogatog građanina Paula za pomoć u Timovoj misiji. Timov HSI nadzornik, Frost, ne može osigurati sredstva za operaciju i traži od njega povratak u SAD prvim zrakoplovom. Tim daje ostavku radije nego da odustane od potrage za Rocío.
Međutim, Frost uspijeva uvjeriti osoblje američkog veleposlanstva u Kolumbiji za pomoć u Timovoj operaciji spašavanja. Na tajnome zadatku uvjeravaju Gisselle da im proda 54 djece, uspješno uhite sve zavjerenike i oslobode djecu, ali Rocío nije među njima.
Nakon ispitivanja jednog od Gisselleinih suradnika, Jorge saznaje da je Rocío prodana Revolucionarnim oružanim snagama Kolumbije, ukorijenjenim duboko u Amazoni. Jorge obaviještava Tima da ne postoji način za spašavanje djevojčice, jer je odvedena u dviljinu, a svako pobunjeničko područje zona je zabrane letova za kolumbijsku vladu. Međutim, Vampiro kaže da se liječnicima dopušta ulazak u medicinske svrhe, što daje Timu ideju da se predstavlja kao liječnik. Jorge nevoljko pristaje na riskantnu operaciju. Tim i Vampiro pokušavaju prerušeni u liječnike čamcem ući na neprijateljski teritorij, ali pobunjenici odbijaju dopustiti ulazak obojici, ostavljajući Tima da sam uđe u područje.
Tim dobiva pristup neprijateljskom kampu u kojem drže Rocío i saznaje da se ona koristi kao osobna seksualna robinja vođe pobunjenika, El Alacrána („Škorpion”), te zajedno s ostalima mora gnječiti lišće koke za proizvodnju kokaina koji financira pobunjenički rat protiv kolumbijske vlade. Tim je prisiljen ubiti El Alacrana dok oslobađa Rocío, i unatoč tome što ih pobunjenici progone i pucaju na njih, Tim dovodi Rocío na slobodu. Prije nego što se rastanu, vraća joj ogrlicu sv. Timoteja koju mu je Miguel ranije dao. Rocío se konačno vraća ocu i bratu, a obitelj odlazi kući u Honduras.
U epilogu se tvrdi da je Tim Ballard svjedočio pred Kongresom Sjedinjenih Američkih Država i da je njegovo svjedočenje ishodovalo donošenje zakona koji zahtijevaju od vlade suradnju sa stranim zemljama u istragama trgovine ljudima radi seksualne eksploatacije. Epilog također tvrdi da danas ima više ljudi u ropstvu nego u bilo kojem drugom razdoblju u povijesti, uključujući i vrijeme kada je ropstvo bilo zakonito.

## Uloge
- Jim Caviezel kao Timothy Ballard
- Mira Sorvino kao Katherine Ballard
- Bill Camp kao Vampiro
- Eduardo Verástegui kao Paul
- Javier Godino kao Jorge
- José Zúñiga kao Roberto
- Kurt Fuller kao Frost

## Razvoj
Rad na scenarij započet je 2015. Snimanje filma najavljeno je 2018. godine. Tim Ballard osobno je tražio Caviezela za tumačenje njegova lika. Caviezel je izjavio kako Zvuk slobode drži svojom drugom ulogom po važnosti u karijeri, odmah nakon uloge Isusa Krista u Pasiji. Izvršni producent filma, Tony Robbins, i sam je sufinancirao njegovu distribuciju.
Filmsku glazbu skladao je Javier Navarrete.
Pripreme za snimanje počele su u ljeto 2018. Većina filma snimljena je u kolumbijskoj Cartageni, a manji dio u kalifornijskom Calexicu.
Film se djelomično financirao skupnim financiranjem na njegovim službenim mrežnim stranicama. Film je podržalo više od 242 000 donatora s ukupno 17,24 milijuna dolara.

## Distribucija i kinoprikazivanje
Po svršetku snimanja filma 2018. sklopljen je ugovor o distribuciji s latinskoameričkom podružnicom studija 20th Century Fox. No, kada je Disney kupio Fox, distribucija je spriječena pa su autori filma otkupili prava. Verástegui je ponudio film Angel Studiosu koji je, nakon potvrdnoga odgovora svojih ulagača, otkupio međunarodna prava na film. Sedam tisuća ulagača sufinanciralo je distribuciju filma. Angel Studios je omogućio i gledanje filma preko svoje stranice uz donaciju za potrebe distribucije u kinodvoranama. U razgovoru za televiziju Fox News, Caviezel je tvrdio da su CIA, FBI i druge agencije pokušavale zaustaviti film kao dio zataškavanja.
Kinoprikazivanje u Sjedinjenim Državama počelo je 4. srpnja 2023., na američki Dan nezavisnosti (koji je namjerno izabran), u 2634 kinodvorane, zaradivši 14,24 milijuna dolara. Od 28. srpnja do 3. kolovoza film se prikazivao u rekordnih 3411 dvorana u SAD-u. Samo u Sjedinjenim Državama film je zaradio preko 181 milijun dolara.
U Ujedinjenim Arapskim Emiratima objavljen je 17. kolovoza, u Južnoj Africi, Islandu i Litvi 18. kolovoza, a u Australiji i na Novom Zelandu 24. kolovoza. Dana 31. kolovoza film je objavljen u Meksiku, Gvatemali, Hondurasu, Salvadoru, Nikaragvi, Belizeu, Panami, Kolumbiji, Venezueli, Argentini, Urugvaju, Paragvaju, Boliviji, Čileu, Peruu, Ekvadoru, Kostariki, Srbiji, Bosni i Hercegovini i u Hrvatskoj. U Hrvatskoj se prikazuje u Cinestaru i u nezavisnim kinima. 1. rujna film je objavljen u Ujedinjenom Kraljevstvu i Irskoj.
Prvoga dana prikazivanja u Hrvatskoj film je pogledalo 3000 ljudi. U prvome tjednu prikazivan je u 57 kinodvorana i pogledalo ga je više od 10850 gledatelja te je bio najgledaniji film u hrvatskim kinima. Prvoga vikenda u Kolumbiji prikazivan je u 222 dvorane i bio najgledaniji film u zemlji. Broj 1 prema gledanosti dosegao je i na Novome Zelandu, tijekom prvoga vikenda prikazivanja.

## Vanjske poveznice
- Zvuk slobode u internetskoj bazi filmova IMDb-a
- Najava filma na hrvatskom
- FreedomToons